# Gilles Delion

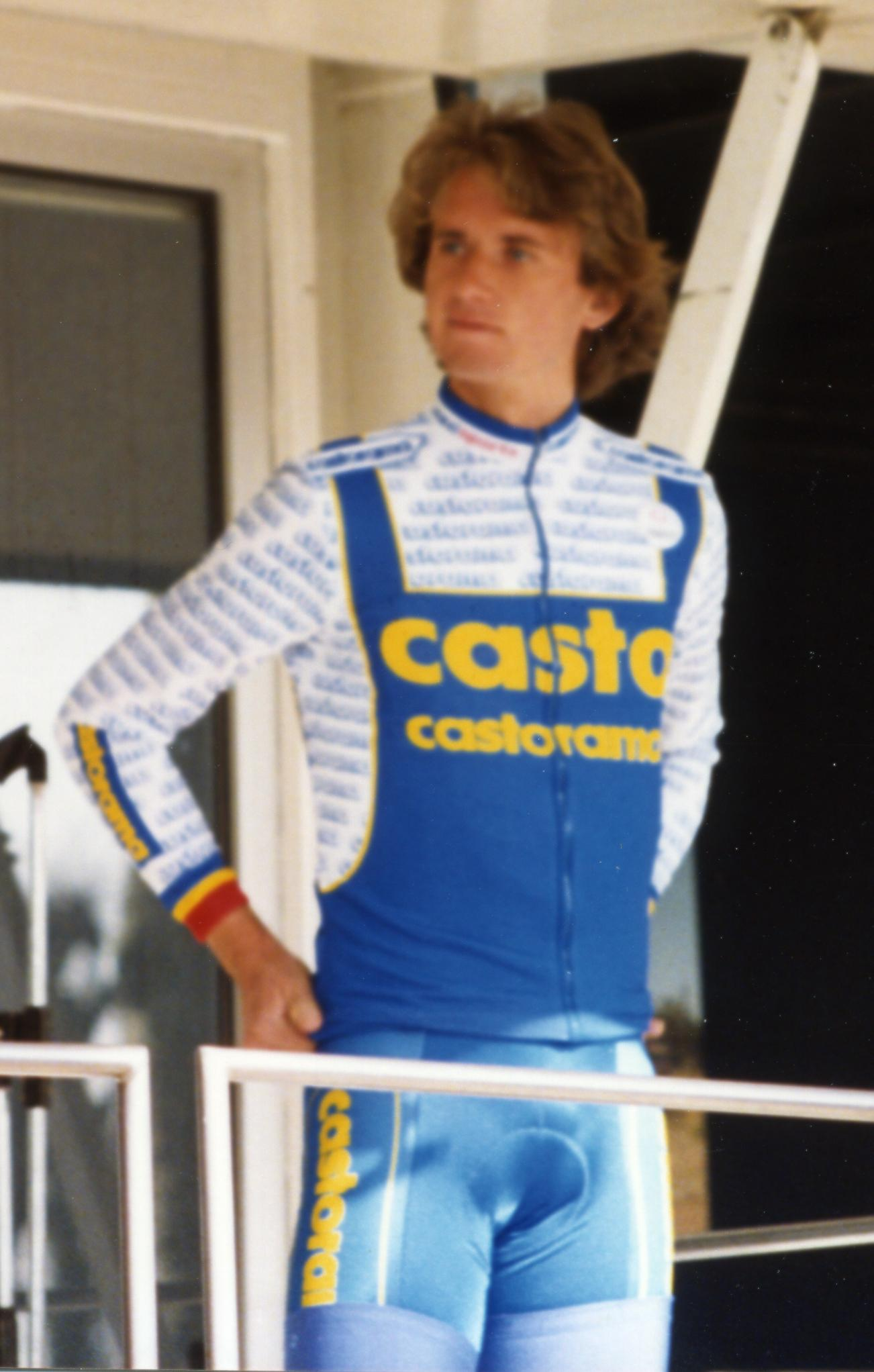
Gilles Delion 1993

Gilles Delion (* 5. August 1966 in Saint-Etienne) ist ein ehemaliger französischer Radrennfahrer. Der größte Erfolg seiner Karriere war 1990 der Sieg beim Klassiker Lombardei-Rundfahrt. Im selben Jahr gewann er die Nachwuchswertung der Tour de France.

## Palmarès

### Erfolge
1989
- Gran Premio di Lugano

1990
- eine Etappe Critérium International
- Weißes Trikot Tour de France
- Lombardei-Rundfahrt

1992
- Classique des Alpes
- eine Etappe Tour de France

1994
- Grand Prix de Rennes
- eine Etappe Tour de l’Ain
- Grand Prix d’Ouverture La Marseillaise

### Platzierungen bei den Grand Tours
| Grand Tour            | 1990 | 1991 | 1992 | 1993 | 1994 | 1995 |
| --------------------- | ---- | ---- | ---- | ---- | ---- | ---- |
| Giro d’ItaliaGiro     | –    | –    | –    | –    | –    | –    |
| Tour de FranceTour    | 15   | 21   | 58   | –    | –    | DNF  |
| Vuelta a EspañaVuelta | –    | –    | –    | –    | –    | –    |

## Teams
- 1988 Weinmann-La Suisse
- 1989–1991 Helvetia-La Suisse
- 1992 Helvetia-Commodore
- 1993–1994 Castorama
- 1995 Chazal-König
- 1996 Aki-Gipiemme  bis 01-04
- 1997–1998 Team Lapierre